# Dychnowicze
Dychnowicze (biał. Дыхнавічы, Dychnawiczy; ros. Дыхновичи, Dychnowiczi) – wieś na Białorusi, w obwodzie grodzieńskim, w rejonie wołkowyskim, w sielsowiecie Roś.
W dwudziestoleciu międzywojennym leżały w Polsce, w województwie białostockim, w powiecie wołkowyskim, do 30 grudnia 1922 w gminie Tereszki, następnie w gminie Roś.